# Sympetrum orientale
Sympetrum orientale är en trollsländeart som först beskrevs av Selys 1883.  Sympetrum orientale ingår i släktet ängstrollsländor, och familjen segeltrollsländor. IUCN kategoriserar arten globalt som otillräckligt studerad. Inga underarter finns listade i Catalogue of Life.